# Nieporęt (gromada)
Nieporęt – dawna gromada, czyli najmniejsza jednostka podziału terytorialnego Polskiej Rzeczypospolitej Ludowej w latach 1954–1972.
Gromady, z gromadzkimi radami narodowymi (GRN) jako organami władzy najniższego stopnia na wsi, funkcjonowały od reformy reorganizującej administrację wiejską przeprowadzonej jesienią 1954 do momentu ich zniesienia z dniem 1 stycznia 1973, tym samym wypierając organizację gminną w latach 1954–1972.
Gromadę Nieporęt z siedzibą GRN w Nieporęcie utworzono – jako jedną z 8759 gromad na obszarze Polski – w powiecie nowodworskim w woj. warszawskim, na mocy uchwały nr VI/10/9/54 WRN w Warszawie z dnia 5 października 1954. W skład jednostki weszły obszary dotychczasowych gromad Nieporęt, Aleksandrów, Białobrzegi, Izabelin, Rynia, Wola Aleksandrowska, Wólka Radzymińska i Benjaminów ze zniesionej gminy Nieporęt w tymże powiecie. Dla gromady ustalono 24 członków gromadzkiej rady narodowej.
29 lutego 1956 z gromady Nieporęt wyłączono wieś Załącze (z Łąkami) włączając ją do gromady Radzymin w powiecie wołomińskim.
31 grudnia 1959 do gromady Nieporęt przyłączono obszary zniesionych gromad: Rembelszczyzna (bez wsi Michałów, Grabina i Szamocin) i Wieliszew (bez wsi Komornica) w tymże powiecie.
31 grudnia 1961 do gromady Nieporęt włączono wsie Michałów-Reginów i Stanisławów ze zniesionej gromady Łajski w tymże powiecie; z gromady Nieporęt wyłączono natomiast wieś Wieliszew, włączając ją do gromady Skrzeszew w tymże powiecie.
Gromada przetrwała do końca 1972 roku, czyli do kolejnej reformy gminnej. 1 stycznia 1973 w powiecie nowodworskim reaktywowano gminę Nieporęt (od 1999 gmina Nieporęt należy do powiatu legionowskiego).